# Toríbio Mejía Xesspe
Toríbio Mejía Xesspe (ur. 16 kwietnia 1896, Dystrykt Toro (Prowincja La Unión) w Regionie Arequipa  – zm. 2 listopada 1983, Lima) – peruwiański antropolog, wspólnie z Julio César Tello ogłosił w 1927 roku odkrycie widocznych jedynie z powietrza rysunków roślin, zwierząt i figur geometrycznych na płaskowyżu Nazca w Peru.